# Horná Dolná
Horná Dolná je televizní seriál stanice TV Markíza, vysílaný sezónně na bázi tzv. sérií, a to dvakrát ročně.
Od svého uvedení v lednu 2015, se pravidelně řadí mezi nejsledovanější TV programy obecně, s průměrným počtem téměř 900 tisíc diváků zaznamenaných v čase premiéry jeho úvodní řady. V rámci slovenských domácích seriálových počinů tak byl vyhodnocen jako jeden z historicky nejúspěšnějších v dosavadní éře TV médií na Slovensku.
Z hlediska obsahu a uměleckého žánru, se jednotlivé epizody odehrávají na venkově v tradičním prostředí stejnojmenné fiktivní vesnice (Horní Dolná), využívaje přitom prvky situační komedie, místy frašky. Seriál se natáčí v letním období, převážně v exteriérech obce Nová Lehota. Jeho komerční ohlas přinesl popularitu nejen jeho adoptivní obci, ale také i některým z tamních obyvatel, kteří v něm sporadicky účinkující ve vedlejších či komparzních rolích.
Z představitelů klíčových postav se jeho prostřednictvím v popkultuře zviditelnili především do té doby ještě neznámí TV umělci; konkrétně Dano Heriban. Ten za svůj výkon obdržel v divácké anketě Osobnost televizní obrazovky titul roku mezi herci, zatímco samotné dílo ve vlastní kategorii (2015). V zastoupení ženských protagonistů byla odměněna Zuzana Šebová, formou speciální ceny týdeníku Život pro změnu Michal Kubovčík.
Ústřední píseň k seriálu pochází z autorské dílny Marcela Buntaje a jejího interpreta Petra Hrivňáka, který ji nahrál v instrumentálním doprovodu své kmenové kapely Horkýže Slíže.

## Obsazení a postavy

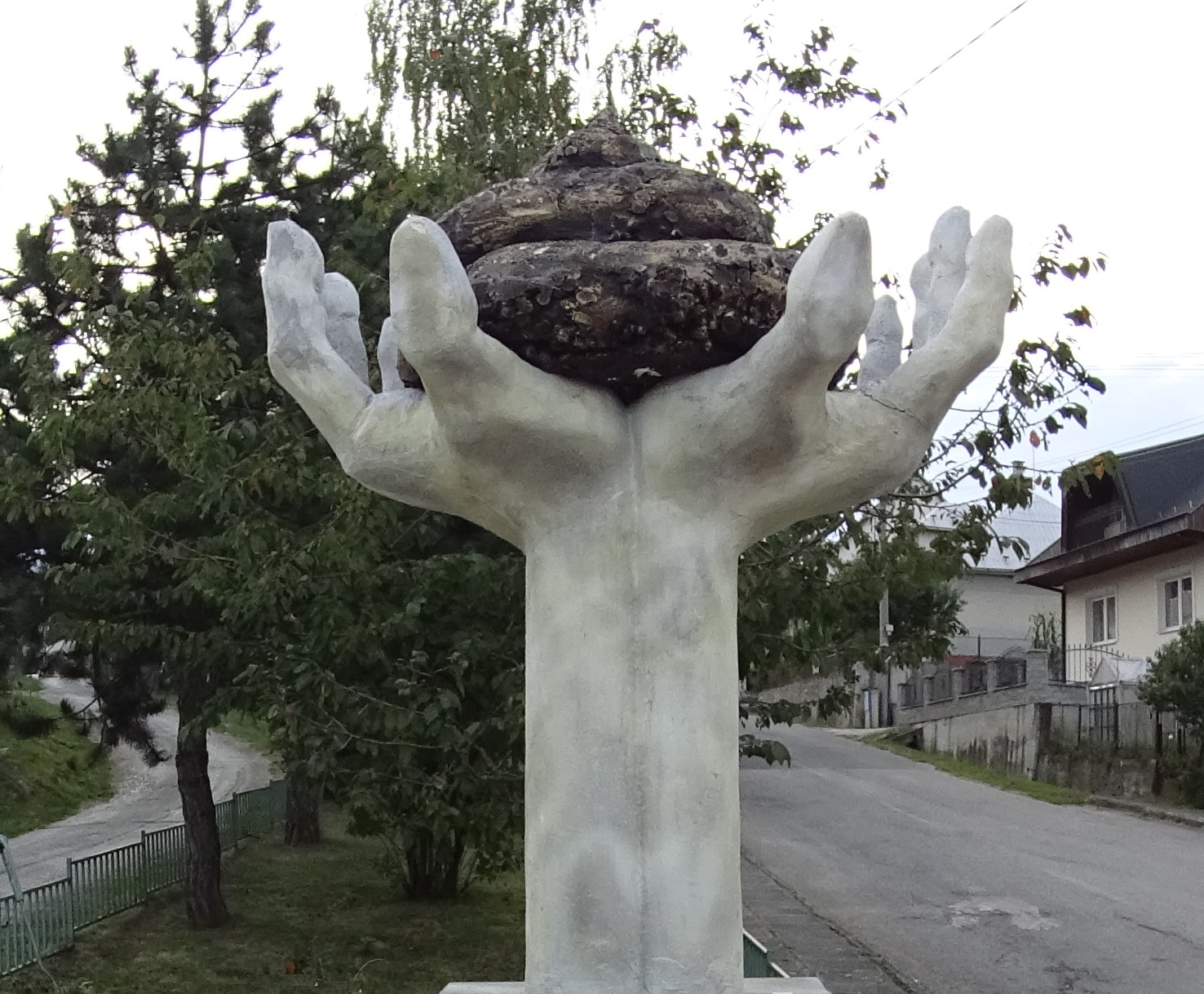
Horno-dolňanský „kakaovník“

### Hlavní role
- Peter Sklár jako Karel Frlajz, starosta OÚ (25 epizod)
- Petra Polnišová jako Erika Bednáriková, alias „Kukurica“, kulturní pracovnice OÚ a zadaná stará panna (26 epizod)
- Zuzana Šebová jako Tereza Pekná, alias „Terezka“ a "Koza vyčaptaná", místní sexy kočka a hospodská (26 epizod)
- Peter Brajerčík jako Ladislav Frlajz, alias „Lacko“, starostův synovec-panic a nápadník Terezy (25 epizód)
- Marek Majeský jako Ján Chalupka ml., alias „Černokňažník“, místní římskokatolický farář který slouží bohoslužby v kulturním domě, protože Horná Dolná nemá kostel (26 epizod)
- Michal Kubovčík jako Stanislav Sojka, alias „Stano“, samozvaný policista (25 epizod)
- Matej Landl jako Ondrej Bystriansky, alias „Bystro“, štamgast-traktorista (26 epizod)
- Marta Sládečková jako Zdena Frlajzová, alias „Zďena“, bývalá učitelka slovenštiny a tělocviku a matka Lacka (24 epizod)
- Dano Heriban jako Juraj Brmbalík, alias „Ďuro“, vesnický frajer a trenér fotbalového dorostu (26 epizod)
- Štefan Kožka jako MVDr. Ján Chalupka st., alias „doktor“, místní zvěrolékař (26 epizod)

### Vedlejší role
Pravidelné
- Roman Slanina jako „Kokos“, štamgast-starý mládenec (25 epizod)
- Juraj Tabaček jako „Tunel“, štamgast (25 epizod)
- Anežka Dominová jako paní Pirožková (15 epizod)
- Dana Gudabová[p 3] jako Melánia Blažková, alias „stará Blažková“, vdova (17 epizod)
- Mária Bagová jako Eva Bystrianska, Bystrova manželka (8 epizod)
- Andrea Martvoňová jako Tunelova manželka (3 epizody)

Epizodní
- Roman Pomajbo jako Turek Ahmed, alias „Sandokan“ (6 epizod)
- Ivo Heller[p 4] jako Fero Letko, automechanik (1 epizoda)
- Ivo Gogál jako zástupce Světové zdravotnické organizace (1 epizoda)
- Zuzana Vačková jako Zuzana, nová pošťačka a čestná občanka obce (4 epizody)
- Monika Hilmerová jako Norika, obyvatelka Dolní Dolné a Dodova přítelkyně (2 epizody)
- Štefan Skrúcaný jako „Nonstop“, čestný občan obce a štamgast z Dolní Dolné (2 epizody)
- Ivo Hlaváček jako ministr (1 epizoda)

## Sledovanost
Premiéru první série sledovalo zhruba 892 tisíc (ve věku 12 let a výše), popřípadě 650 tisíc diváků (ve věkové skupině 12 až 54 let), při průměrných tržních podílech 39,6 % a 48 % v závislosti na cílové skupině. V cílové skupině reklamy dvakrát zdolal padesátiprocentní hranici (epizody „Návštěva“ a „Hazard“).
K překročení 900tisícové základny v univerzální skupině zabránil seriálu pilotní díl („Volby“), který se na rozdíl od zbývajících vysílal v jiný pracovní den i v pozdějším "prime time". Po uvedení dílu druhého („Kamion“), byl v rámci původní seriálové tvorby vyhodnocen za historicky nejsledovanější od éry seriálu Susedia (2006–2007); ten držel rekord od října 2007. Jako divácky nejúspěšnější byla vyhodnocena pátá část v pořadí („Koupaliště“), která se s počtem 949 tisíc zhlédnutí stala zároveň i nejpopulárnějším televizním programem roku na Slovensku (2015). Kromě toho, každá z epizod pronikla mezi desítku nejsledovanějších pořadů TV Markíza v daném roce.
Počínaje druhou sezónou titul začal zaznamenávat klesající tendenci; částečně z důvodu změny jeho programové struktury ze strany samotné televize. Ta jeho pokračování nejprve předčasně nasadila do konkurenčně náročnějšího času, po dobu nějž celých šest týdnů strategicky čelil mezinárodní reality show Česko Slovensko má talent z koprodukce TV JOJ a TV Prima, později pro změnu v předstihu ukončila již formou kratší série (původní plány počítaly s distribucí 16 dílů v řadě). Nejvýraznějším výsledkům se tak seriál těšil až krátce před svým finále, po opětovném přesunu do původního slotu, ve kterém dosáhl i nejvyšší skóre, respektive 746 tisíc diváků („Zastávka“). Navzdory obecně nadprůměrným výkonům, nepřekonal žádná z epizod podzimní série čísla série ústřední; přibližně pouze 31,3procentní tržní podíly při 655tisícové populaci ve věku nad 12 let, zatímco v cílové skupině reklam její jednotlivé části zhlédlo kolem 450 tisíc diváků s podílem 38 %.
Třetí série se již vysílala bez programových výkyvů, s výjimkou jejího zahájení o dva týdny dříve. Ve srovnání s tou předchozí, průměrný podíl titulu posílil na univerzálních 33,6 % a jeho diváckou obec k 731 tisícům příznivců; u reklamní se její audienční křivka pohybovala na úrovni 650 tisíc diváků. Svého komerčního vrcholu dosáhla šestá kapitola („Rallye“), která k TV přijímačům přitáhla bezmála 800 tisíc z nich, tj. počtu srovnatelnému s pilotní částí díla jako takového. Podle některých médií, k tomuto výsledku epizodě dopomohla i přímá reklama a úspěšné tažení seriálu na předávání diváckých cen OTO, vyhlašovaných den před její premiérou. Závěrečné části z této řady však již vykazovaly sestupnou sledovanost, ba dokonce sezónní minima.

### Ocenění
| Rok | Nominovaný umělec                    | Nominované dílo                                                                           | Cena                                | Kategorie           | Výsledek  | Výsledek |
| --- | ------------------------------------ | ----------------------------------------------------------------------------------------- | ----------------------------------- | ------------------- | --------- | -------- |
| 2015 | Alexandra Dubovská • Gabriel Popescu | Horná Dolná (1. až 2. série)                                                              | Osobnosť televíznej obrazovky (OTO) | Seriál              | vítězství | [ 8 ]    |
| 2015 | Dano Heriban                         | Horná Dolná (1. až 2. série)                                                              | Osobnosť televíznej obrazovky (OTO) | Herec               | vítězství | [ 8 ]    |
| 2015 | Michal Kubovčík                      | Horná Dolná (1. až 2. séria) • Kredenc (3. až 4. séria)                                   | Osobnosť televíznej obrazovky (OTO) | Herec               | 3. místo  | [ 8 ]    |
| 2015 | Michal Kubovčík                      | Horná Dolná (1. až 2. séria) • Kredenc (3. až 4. séria)                                   | Osobnosť televíznej obrazovky (OTO) | Cena časopisu Život |           | [ 8 ]    |
| 2015 | Petra Polnišová                      | Horná Dolná (1. až 2. séria) • Kredenc (3. až 4. séria)                                   | Osobnosť televíznej obrazovky (OTO) | Herečka             | 2. místo  | [ 8 ]    |
| 2015 | Zuzana Šebová                        | Horná Dolná (1. až 2. série) • Kredenc (3. až 4. série) • Inkognito • Panelák (14. série) | Osobnosť televíznej obrazovky (OTO) | Herečka             | vítězství | [ 8 ]    |
| Předmětem výkonů nominovaných v anketě OTO mohla být i jiná televizní díla, v závislosti na jejich případném odvysílání ve stejném kalendářním roce souběžně. |                                      |                                                                                           |                                     |                     |           |          |